# Верхнетамбуканский
Верхнетамбука́нский — посёлок в составе Предгорного района (муниципального округа) Ставропольского края России.

## География
Расстояние до краевого центра: 159 км.
Расстояние до районного центра: 37 км.

## История
В 1972 году Указом Президиума ВС РСФСР посёлок фермы № 2 совхоза «Пятигорский» переименован в Верхнетамбуканский.
До 16 марта 2020 года Верхнетамбуканский входил в состав муниципального образования «Сельское поселение Пятигорский сельсовет».

## Население
| 1989 | 2002 | 2010 | 2014 |
| ---- | ---- | ---- | ---- |
| 417  | ↗563 | ↘482 | ↗500 |

По данным переписи 2002 года, в национальной структуре населения преобладают русские (80 %).

## Инфраструктура
- Фельдшерско-акушерский пункт[8].